# Adolf Brauns
Adolf Brauns (* 20. September 1911 in Beber; † 23. Oktober 1996 in Hann. Münden) war ein deutscher Biologe, Zoologe, Entomologe und Hochschullehrer.

## Leben
Adolf Brauns wurde 1911 als Sohn eines Pastors in Beber im Kreis Springe geboren. Nach dem Abitur studierte er an mehreren Universitäten Naturwissenschaften mit den Schwerpunkten Zoologie und Botanik. Zu seinen akademischen Lehrern zählten Kühn, August Thienemann, Hesse, Wolfgang von Buddenbrock-Hettersdorff und Adolf Remane. Bei letzterem wurde Brauns 1938 an der Universität Kiel mit einer Dissertation über die Halteren von Fliegen promoviert. Es folgten Forschungs- und Lehrtätigkeiten an verschiedenen Einrichtungen. In den Jahren 1947/1948 war Brauns als Lehrbeauftragter am Forstzoologischen Institut der Universität Göttingen tätig.
Anfang der 1950er Jahre nahm er eine Stelle am Staatlichen Naturhistorischen Museum in Braunschweig an, das er 1976 mit Erreichen der Altersgrenze als Oberkustos verließ. Im Jahr 1959 habilitierte er sich mit der Arbeit Autökologische Untersuchungen über die thalassicolen Zweiflügler (Diptera) im schleswig-holsteinischen Bereich der Nord- und Ostsee. Brauns lehrte zunächst als Privatdozent und ab 1964 als außerplanmäßiger Professor Zoologie an der Technischen Hochschule Braunschweig. Seine Forschungsschwerpunkte lagen neben zahlreichen Arbeiten zur Morphologie und Taxonomie von Dipteren auch auf Fragestellungen aus den Bereichen Forstschutz und Pflanzenschutz. Ab Mitte der 1950er Jahre wandte er sich vermehrt bodenzoologischen Fragen zu.
Brauns war Mitglied in der Deutschen Gesellschaft für allgemeine und angewandte Entomologie. Er starb im Oktober 1996 im Alter von 85 Jahren in Hann. Münden.

## Schriften (Auswahl)
Eine umfassende Bibliographie enthält die Publikation von Sabine Prescher: In Memoriam Prof. Dr. A. BRAUNS (Studia dipterologica 1996, 3(2), 215–220).
- Morphologische und physiologische Untersuchungen zum Halterenproblem unter besonderer Berücksichtigung brachypterer Arten. Dissertation Universität Kiel, Fischer, Jena 1937.
- Terricole Dipterenlarven : Eine Einführung in die Kenntnis und Ökologie der häufigsten bodenlebenden Zweiflüglerlarven der Waldbiozönose auf systematischer Grundlage. Musterschmidt, Göttingen, Frankfurt, Berlin 1954.
- Puppen terricoler Dipterenlarven. Eine Einführung in die Kenntnis der Ruhestadien bodenlebender Zweiflüglerlarven der Waldbiozönose auf systematischer Grundlage. Musterschmidt, Göttingen, Frankfurt, Berlin 1954.
- Autökologische Untersuchungen über die thalassicolen Zweiflügler (Diptera) im schleswig-holsteinischen Bereich der Nord- und Ostsee. In: Arch. Hydrobiol. 1959, 55, 453–594.
- Taschenbuch der Waldinsekten. Grundriß einer terrestrischen Bestandes- und Standort-Entomologie. Gustav Fischer Verlag, Stuttgart 1964.
- Aufgaben einer technischen Bodenbiologie in der industriellen Landschaft. In: Braunschweigische Heimat 1967, 53(2), 33–51. (online)
- Praktische Bodenbiologie. Gustav Fischer Verlag, Stuttgart 1968.
- Agrarökologie im Spannungsfeld des Umweltschutzes : Grundriss zur Analyse der Fragen auf einem aktuellen Problemfeld. Braunschweig 1985.